# エールアンテール148便墜落事故
エールアンテール148便墜落事故（フランス語: Vol 148 Air Inter）とは、着陸アプローチ中のフランス国内線旅客機が墜落した航空事故である。
事故調査の結果、人為的ミスと結論付けられた。

## 事故の概要

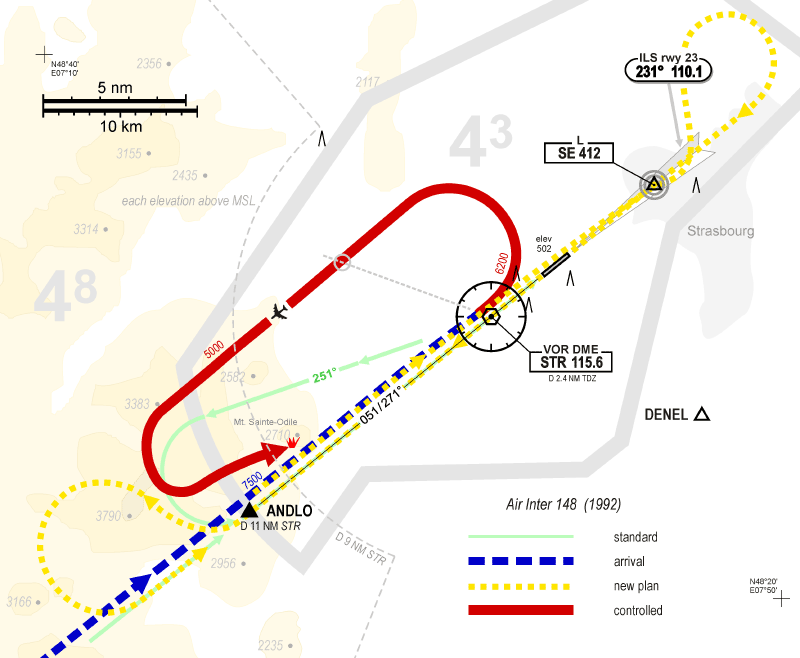
148便の飛行経路

エールアンテール（1997年にエールフランスに吸収合併）所属のF-GGEDは、フランス国内線として運用されており、1992年1月20日の夕刻、148便としてリヨンからストラスブールに向っていた。
148便は着陸アプローチの最終段階でランディングギアを降ろし、滑走路に正対するため左旋回している最中の現地時間午後7時20分ごろ、空港から南西16km離れた山の尾根の森林に激突した。
この事故で乗員乗客96人中87人が犠牲になったが、乗員1人と乗客8人は救助された。生存者のうち7人の乗客は胴体後部に着席していた。

## 事故原因
事故当時、現場は暗闇で小雨が降っており低い高度に雲が広がっていたが、計器着陸には問題ない状況であり、機体に重大な問題があったわけでもないことから、航空機自体には何も異常がないのにもかかわらず、航空機が山や地面、および海面などの地形に衝突するCFIT事故であるとされた。
事故調査チームは、事故に至った原因を断定するまでには至らなかったが、パイロットが着陸進入時に飛行制御ユニット（FCU）の飛行モードを設定する際に入力ミスをしたパイロットエラーで事故が発生したと結論付けた。
パイロットがFCU入力した値を降下角度（FPA）「-3.3」度に設定するつもりであったが、実際には降下率（V/S）「-33」（降下率毎分3,300フィート）と誤入力したことで、通常の4倍以上の急降下になり激突したと推測された。
このような入力ミスが生じたのは、同じスイッチで「経路・降下角度モード」と「針路・降下率モード」を併用しており、上下でそれぞれのモードを選択するようになっていたことと、パイロットがモード設定を確認しないまま入力したことが原因であるとされた。なお、降下率が通常よりも大きかったにもかかわらず、パイロットが最後まで気付かなかった理由ははっきりしなかったが、速さが売りだった同社にとっては誤作動が起こりやすい対地接近警報装置（GPWS）が搭載されていなかったことや、事故機の副操縦士が無駄話をして機長に干渉し過ぎたことが指摘されているほか、パイロットが2人とも当時最新鋭機のエアバスA320に慣熟していなかったとの指摘もある。

## 事故への対策
事故後、製造メーカーのエアバス社はFCUの操作パネルのデザインを誤入力しにくいものに変更し、新造機に搭載するとともに、既存の航空機の改修を行った。
また、フランス国内で登録されている航空機に対し任意とされていた対地接近警報装置の搭載を義務化したほか、事故の衝撃で故障した非常用遭難信号発信器（ELT）の使用方法も変更された。
これは事故現場把握が迅速に出来なかった為、犠牲者のうち少なくとも6人以上の救命が出来なかった事を教訓としている。

## この事故を扱った番組
- メーデー!:航空機事故の真実と真相 第7シーズン第7話「DOOMED TO FAIL」